# Mannschaftskader der spanischen Mannschaftsmeisterschaft im Schach 1967
Die Liste der Mannschaftskader der spanischen Mannschaftsmeisterschaft im Schach 1967 enthält alle Spieler, die in der spanischen Mannschaftsmeisterschaft im Schach 1967 mindestens einmal eingesetzt wurden.

## Allgemeines
Während CA Gran Canaria Las Palmas in allen Wettkämpfen die gleichen vier Spieler einsetzte, spielten bei Real Madrid und CA Granada je sieben Spieler mindestens eine Partie. Insgesamt kamen 68 Spieler zum Einsatz, von denen 17 an allen Wettkämpfen teilnahmen.
Punktbeste Spieler mit je 8,5 Punkten waren Jaime Sicilia Pardo (Real Madrid), Miguel Albareda Creus, Eduardo Pérez Gonsalves und Alejandro Beltrán Tassis (alle CE Barcelona), wobei Sicilia Pardo 10 Partien spielte, die übrigen Genannten je 11. Mit José Sanz Aguado (Real Madrid) und Josep Julbe Canet (UGA Barcelona) erreichten zwei Spieler 100 %, diese spielten je eine Partie.

## Legende
Die nachstehenden Tabellen enthalten folgende Informationen:
- Nr.: Ranglistennummer
- G: Anzahl Gewinnpartien
- R: Anzahl Remispartien
- V: Anzahl Verlustpartien
- Pkt.: Anzahl der erreichten Punkte
- Partien: Anzahl der gespielten Partien

## CE Barcelona
| Nr. | Name                     | G | R | V | Pkt. | Partien |
| --- | ------------------------ | - | - | - | ---- | ------- |
| 1   | Miguel Albareda Creus    | 7 | 3 | 1 | 8,5  | 11      |
| 2   | Eduardo Pérez Gonsalves  | 6 | 5 | 0 | 8,5  | 11      |
| 3   | Maximo Borrell Vidal     | 3 | 2 | 3 | 4    | 8       |
| 4   | Alejandro Beltrán Tassis | 6 | 5 | 0 | 8,5  | 11      |
| 5   | Josep María Bas Rosselló | 1 | 1 | 1 | 1,5  | 3       |

## Real Madrid
| Nr. | Name                   | G | R | V | Pkt. | Partien |
| --- | ---------------------- | - | - | - | ---- | ------- |
| 1   | José Sanz Aguado       | 1 | 0 | 0 | 1    | 1       |
| 2   | Donato Rivera          | 6 | 2 | 2 | 7    | 10      |
| 3   | Fermín López Navarro   | 1 | 4 | 2 | 3    | 7       |
| 4   | Jaime Sicilia Pardo    | 8 | 1 | 1 | 8,5  | 10      |
| 5   | César Estrada Martinez | 3 | 1 | 1 | 3,5  | 5       |
| 6   | Fernando Rubio Aguado  | 5 | 1 | 1 | 5,5  | 7       |
| 7   | J. Roldán              | 2 | 2 | 0 | 3    | 4       |

## CA Chardenet Madrid
| Nr. | Name                         | G | R | V | Pkt. | Partien |
| --- | ---------------------------- | - | - | - | ---- | ------- |
| 1   | Román Torán Albero           | 5 | 5 | 1 | 7,5  | 11      |
| 2   | Fernando Visier Segovia      | 5 | 5 | 1 | 7,5  | 11      |
| 3   | Ramón Cué González           | 4 | 4 | 2 | 6    | 10      |
| 4   | José Luis Fernández González | 4 | 4 | 1 | 6    | 9       |
| 5   | Decoroso Crespo López        | 2 | 1 | 0 | 2,5  | 3       |

## UGA Barcelona
| Nr. | Name                     | G | R | V | Pkt. | Partien |
| --- | ------------------------ | - | - | - | ---- | ------- |
| 1   | Rafael Saborido Carné    | 6 | 3 | 2 | 7,5  | 11      |
| 2   | Jaime Anguira Maestro    | 4 | 4 | 3 | 6    | 11      |
| 3   | Guillermo Buxadé Roca    | 4 | 5 | 2 | 6,5  | 11      |
| 4   | Josep Gratovil Brugarola | 2 | 2 | 1 | 3    | 5       |
| 5   | Francesc Bravo Comas     | 2 | 3 | 0 | 3,5  | 5       |
| 6   | Josep Julbe Canet        | 1 | 0 | 0 | 1    | 1       |

## CE Espanyol Barcelona
| Nr. | Name                     | G | R | V | Pkt. | Partien |
| --- | ------------------------ | - | - | - | ---- | ------- |
| 1   | Olaf Ulvestad            | 2 | 3 | 4 | 3,5  | 9       |
| 2   | Francisco García Orús    | 2 | 6 | 1 | 5    | 9       |
| 3   | Francisco Ballbé Anglada | 4 | 3 | 1 | 5,5  | 8       |
| 4   | Pedro Puig Pulido        | 2 | 4 | 1 | 4    | 7       |
| 5   | Josep Monedero González  | 4 | 3 | 1 | 5,5  | 8       |
| 6   | Eduard Bayarri Ponsa     | 2 | 0 | 1 | 2    | 3       |

## CE Terrassa
| Nr. | Name                  | G | R | V | Pkt. | Partien |
| --- | --------------------- | - | - | - | ---- | ------- |
| 1   | Jaume Mora Corbera    | 2 | 4 | 1 | 4    | 7       |
| 2   | Josep Ridameya Tatché | 1 | 7 | 2 | 4,5  | 10      |
| 3   | Emili Simón Padrós    | 2 | 4 | 4 | 4    | 10      |
| 4   | Luciano Francino      | 4 | 5 | 1 | 6,5  | 10      |
| 5   | Joaquím Altés         | 1 | 2 | 1 | 2    | 4       |
| 6   | Francesc Puig-Nadal   | 1 | 1 | 1 | 1,5  | 3       |

## CA Gran Canaria Las Palmas
| Nr. | Name                      | G | R | V | Pkt. | Partien |
| --- | ------------------------- | - | - | - | ---- | ------- |
| 1   | Angel Fernandez Fernandez | 5 | 1 | 5 | 5,5  | 11      |
| 2   | Nicolás De la Rosa        | 1 | 5 | 5 | 3,5  | 11      |
| 3   | Juan R. Betancort Curbelo | 4 | 5 | 2 | 6,5  | 11      |
| 4   | Pierre Dumesnil           | 3 | 3 | 5 | 4,5  | 11      |

## CE Ruy López Paluzie Barcelona
| Nr. | Name                      | G | R | V | Pkt. | Partien |
| --- | ------------------------- | - | - | - | ---- | ------- |
| 1   | Augustín Ingelmo Iglesias | 2 | 4 | 5 | 4    | 11      |
| 2   | Ramón Trias Fernández     | 3 | 6 | 2 | 6    | 11      |
| 3   | Jesús M Colomer Candano   | 4 | 2 | 5 | 5    | 11      |
| 4   | Matias Llorens Batllé     | 1 | 1 | 3 | 1,5  | 5       |
| 5   | Joaquín Aulina Anglada    | 2 | 1 | 3 | 2,5  | 6       |

## RCD La Coruña
| Nr. | Name                  | G | R | V | Pkt. | Partien |
| --- | --------------------- | - | - | - | ---- | ------- |
| 1   | Domingo Merino Mejuto | 2 | 5 | 3 | 4,5  | 10      |
| 2   | Venancio Carro        | 1 | 6 | 3 | 4    | 10      |
| 3   | Santos                | 2 | 2 | 2 | 3    | 6       |
| 4   | Nicolás               | 1 | 1 | 2 | 1,5  | 4       |
| 5   | Pelaéz                | 0 | 2 | 6 | 1    | 8       |
| 6   | Fernando Prada Rubin  | 2 | 2 | 2 | 3    | 6       |

## CA Alcoy
| Nr. | Name                  | G | R | V | Pkt. | Partien |
| --- | --------------------- | - | - | - | ---- | ------- |
| 1   | Ricardo Calvo Mínguez | 5 | 0 | 2 | 5    | 7       |
| 2   | Fernando Ivañez Rico  | 2 | 2 | 1 | 3    | 5       |
| 3   | Miguel Botella Jordá  | 1 | 0 | 7 | 1    | 8       |
| 4   | Francés               | 1 | 1 | 6 | 1,5  | 8       |
| 5   | Jorge Valor           | 2 | 0 | 4 | 2    | 6       |
| 6   | Alfonso Jordá         | 3 | 1 | 6 | 3,5  | 10      |

## CA Granada
| Nr. | Name                     | G | R | V | Pkt. | Partien |
| --- | ------------------------ | - | - | - | ---- | ------- |
| 1   | Rafael Díaz Cerón        | 0 | 2 | 8 | 1    | 10      |
| 2   | Fernando Quesada Pastor  | 2 | 3 | 6 | 3,5  | 11      |
| 3   | Jorge Enriquez del Árbol | 1 | 2 | 2 | 2    | 5       |
| 4   | César Omella Arranz      | 3 | 1 | 0 | 3,5  | 4       |
| 5   | Cayetano Guirao Mata     | 0 | 0 | 5 | 0    | 5       |
| 6   | Eugenio Miranda Palacios | 1 | 1 | 5 | 1,5  | 7       |
| 7   | Mirón                    | 0 | 1 | 1 | 0,5  | 2       |

## Centro Asturiano Gijón
| Nr. | Name                        | G | R | V | Pkt. | Partien |
| --- | --------------------------- | - | - | - | ---- | ------- |
| 1   | Pablo Morán Santamaría      | 0 | 0 | 7 | 0    | 7       |
| 2   | José Carlos Menendez Artime | 3 | 5 | 3 | 5,5  | 11      |
| 3   | Antonio Rico González       | 1 | 3 | 6 | 3,5  | 10      |
| 4   | Arturo Bonet Polledo        | 1 | 2 | 5 | 2    | 8       |
| 5   | José Luis Sorribas Piquero  | 1 | 3 | 4 | 2,5  | 8       |